# Uli Spieß
Ulrich „Uli“ Spieß (* 15. August 1955 in Innsbruck) ist ein ehemaliger österreichischer Skirennläufer. Der Abfahrtsspezialist startete von 1975 bis 1983 im Weltcup und feierte dabei zwei Siege.

## Biografie
Als Sohn von Ernst Spieß und Erika Mahringer kam Uli Spieß, ebenso wie seine jüngere Schwester Nicola Spieß, schon sehr früh zum Skisport. Erste große Erfolge feierte er bei den Junioreneuropameisterschaften: 1972 gewann er die Silbermedaille in der Abfahrt, 1973 wurde er Junioreneuropameister im Slalom und im Riesenslalom. Während er zu Beginn seiner Karriere auch in den technischen Disziplinen sehr erfolgreich war, entwickelte er sich in weiterer Folge zu einem reinen Abfahrtsspezialisten. In den Saisonen 1974/75 und 1975/76 gelangen ihm drei Podestplätze im Europacup und er belegte in der Abfahrtswertung den fünften bzw. vierten Platz.
Sein erstes Weltcuprennen war die Abfahrt am Patscherkofel bei Innsbruck am 26. Jänner 1975. Die ersten Weltcuppunkte holte er mit Rang neun in Gröden am 17. Dezember 1976, tags darauf kam er in der zweiten Saslong-Abfahrt auf Platz sechs. Im restlichen Winter kam er noch weitere dreimal unter die besten zehn. Auch zu Beginn der Saison 1977/78 schaffte er mehrere Top-Ten-Ergebnisse, konnte sich aber innerhalb der starken österreichischen Mannschaft nicht für die Weltmeisterschaften in Garmisch-Partenkirchen qualifizieren. Nach der verpassten WM feierte der Tiroler im Schweizer Laax am 10. März 1978 seinen ersten Weltcupsieg, am nächsten Tag kam er mit Rang drei wieder auf das Podium und erreichte damit noch den sechsten Platz im Abfahrtsweltcup.
In der Saison 1978/79 kam Spieß in der Abfahrt von Morzine und auf der Streif in Kitzbühel jeweils auf den dritten Rang und in Garmisch-Partenkirchen gelang ihm mit Platz zwei sein bestes Saisonergebnis. Damit verbesserte er sich auf den vierten Platz im Abfahrtsweltcup. Im nächsten Winter kam er jedoch nur zweimal unter die schnellsten zehn, wobei Rang vier in Gröden sein mit Abstand bestes Saisonergebnis war, und kam daher auch bei den Olympischen Winterspielen 1980 nicht zum Einsatz.
Nach einem Wechsel der Skimarke im Sommer fand er in der Saison 1980/81 wieder zu seiner alten Form zurück und feierte beim Auftaktrennen in Val-d’Isère seinen zweiten Weltcupsieg. Eine Woche später kam er bei den Abfahrten in Gröden auf die Plätze fünf und zwei. Dabei hat er sich in die Geschichtsbücher eingetragen, als er als erster Rennläufer in der Geschichte der Saslong den zweiten und dritten „Kamelbuckel“ mit einem 50-Meter-Satz übersprang.
Am 20. Dezember 1980 kam Spieß im Abschlusstraining zur Abfahrt von St. Moritz schwer zu Sturz. Dabei erlitt er mehrere Bänderrisse im linken Knie und musste die Saison vorzeitig beenden. Dennoch kam er mit seinen bisherigen Saisonerfolgen auf den fünften Platz im Abfahrtsweltcup. Nach der schweren Verletzung gelangen ihm nur noch zwei Resultate in den Weltcuppunkterängen und 1983 beendete er seine Karriere.
Uli Spieß absolvierte ein Studium der Sportwissenschaften und wurde staatlich geprüfter Diplomskilehrer, Skiführer, Skitrainer, Langlaufskilehrer und Snowboardlehreranwärter. Er lebt mit seiner Frau und zwei Kindern in Mayrhofen im Zillertal und betreibt einen Skiverleih mit drei Standorten, ein Restaurant und ein Café/Bar.
Von 1987 bis 1999 leitete Uli Spieß die von den Eltern gegründete Skischule.

## Erfolge

### Weltcup
- Saison 1977/78: 12. Gesamtwertung, 6. Abfahrtswertung
- Saison 1978/79: 4. Abfahrtswertung
- Saison 1980/81: 5. Abfahrtswertung
- 7 Podestplätze, davon 2 Siege:

| Datum            | Ort         | Land       | Disziplin |
| ---------------- | ----------- | ---------- | --------- |
| 10. März 1978    | Laax        | Schweiz    | Abfahrt   |
| 7. Dezember 1980 | Val-d’Isère | Frankreich | Abfahrt   |

### Europacup
- Saison 1974/75: 5. Abfahrtswertung
- Saison 1975/76: 4. Abfahrtswertung
- 3 Podestplätze

### Junioreneuropameisterschaften
- Madonna di Campiglio 1972: 2. Abfahrt
- Ruhpolding 1973: 1. Slalom, 1. Riesenslalom

### Österreichische Meisterschaften
- Zweifacher Österreichischer Vizemeister in der Abfahrt 1976 und 1979